# Convenzione di Sofia
La convenzione di Sofia o convenzione bulgaro-ottomana fu un accordo firmato il 6 settembre (24 agosto del calendario giuliano) 1915 tra la Bulgaria e l'Impero ottomano (Turchia). La convenzione rettificò il confine tra i due paesi a favore della Bulgaria al fine di portarla a fianco delle potenze centrali nella prima guerra mondiale.

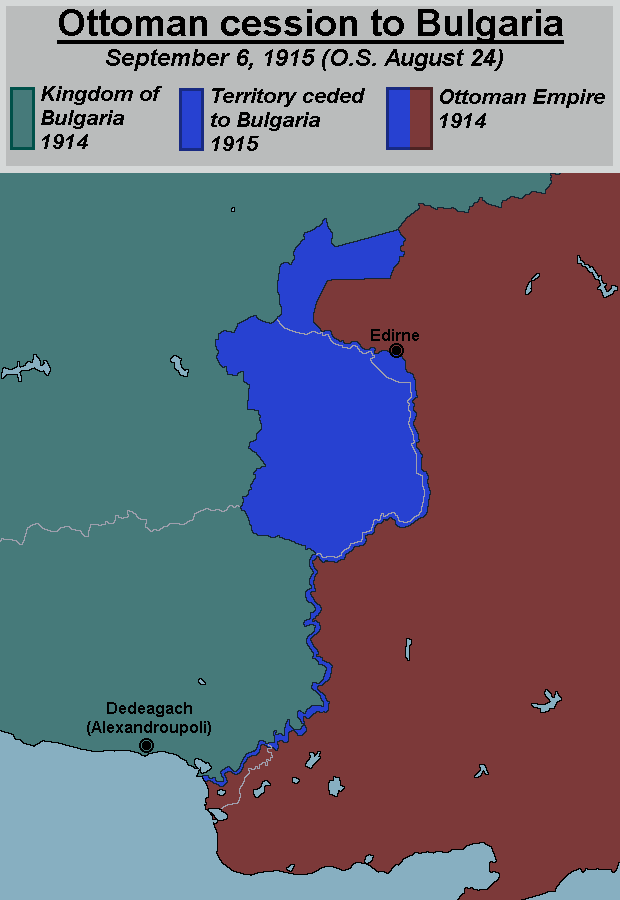
Cessione ottomana (in blu) alla Bulgaria in seguito alla convenzione di Sofia

## Storia
Il 19 agosto 1914 era stata conclusa un'alleanza difensiva tra la Bulgaria e l'Impero ottomano ma i negoziati tra le due parti per l'intervento in guerra della Bulgaria non iniziarono fino al maggio 1915. Divenne subito chiaro che la Bulgaria cercava una rettifica del confine e la Germania e l'Austria-Ungheria fecero pressioni sugli ottomani affinché accettassero. Gli austro-ungarici dal canto loro erano convinti che un'alleanza turco-bulgara avrebbe mantenuto la Grecia e la Romania neutrali. L'ambasciatore tedesco in Turchia, Hans von Wangenheim, non era convinto dell'alleanza proposta, ritenendo che la neutralità rumena potesse essere assicurata solo da concessioni territoriali austro-ungariche. L'ambasciatore austro-ungarico, Johann von Pallavicini, convinse gli ottomani ad accettare una rettifica del confine, ma la Bulgaria inizialmente rifiutò di considerare l'abbandono della sua neutralità, l'unica condizione con la quale gli ottomani avrebbero ceduto territorio.
Il 6 agosto 1915, gli inglesi lanciarono un'offensiva su Gallipoli che espose la grave carenza di munizioni della Turchia. Il 17 agosto, il ministro della guerra turco, Enver Pasha, scrisse al capo di stato maggiore tedesco, Erich von Falkenhayn, per verificare se fosse imminente un'offensiva austro-tedesca contro la Serbia. Quando gli fu detto che dipendeva dall'intervento della Bulgaria, che a sua volta era incardinata su un patto turco-bulgaro, gli ottomani raggiunsero un rapido accordo con la Bulgaria il 22 agosto. L'Impero ottomano cedette il fiume Maritsa e la sua sponda sinistra a una profondità di 1,5 chilometri. Ciò diede alla Bulgaria il controllo della ferrovia per il porto egeo di Dedeağaç (Alessandropoli). Lasciava anche Edirne (Adrianopoli) vulnerabile all'attacco bulgaro, ma la firma dell'accordo dipendeva inoltre dalla sottoscrizione di una convenzione militare tra Bulgaria, Austria-Ungheria e Germania.
Oltre alla convenzione bulgaro-ottomana, il 6 settembre la Bulgaria firmò anche a Sofia un trattato di alleanza con la Germania e una convenzione militare tra Germania, Austria-Ungheria e Bulgaria. La Bulgaria accettò di consentire il transito di forniture tedesche e austro-ungariche attraverso il suo territorio all'Impero ottomano e di invadere la Serbia con una grande forza. A novembre, il problema critico dell'approvvigionamento della Turchia, che aveva minacciato di abbattere il regime in agosto, fu risolto.